# ティール・ココ
ティール・ココ（Teale Coco、1992年3月6日 - ）は、オーストラリア出身のファッションモデル、衣裳デザイナー、写真家である。

## 若年期と教育
ティーレ・ココは、オーストラリア・メルボルンで生まれた。幼い頃に写真に興味を持ち、自分自身や周囲の環境を撮影していた。
メルボルンのRMIT大学に入学して写真学とファッションを専攻し、2012年に学士号を取得して卒業した。『i-D』誌のインタビューで、写真の学位を取得するために勉強しているときに、地元のモデルエージェンシーにスカウトされ、ニュージーランド、韓国、日本の海外エージェンシーと契約したと語っている。大学卒業後、日本で国際契約を結び、東京と大阪のエージェンシーと契約を結んだ。

## モデル
イギリス・ロンドンのPremier Models、イタリア・ミラノのMonster Mgmt、アメリカ・ニューヨークのMuse Modelsと契約し、世界で活動した。
2016年、エドワード・エニンフルの編集、クレイグ・マクディーンの撮影により、『W』誌2016年8月号でモデルおよびアーティストとして特集された。ブランドン・マーサーの撮影、ニコラ・フォルミケッティのスタイリングによる特集が、『ロフィシェル』イタリア版2016年9月号17号に掲載された。
その直後、『デイズド』誌の25周年記念号で、テリー・リチャードソンの撮影、ニコラ・フォルミケッティのスタイリングによりマリリン・マンソンとともに特集され、ディーゼルブランドとともに、自身の名を関した衣装を身に着けた。
また、『NAKID』、『Schön！』、『KALTBLUT』、『Fashion Journal』、『Elusive』、『Vulkan』誌など、数多くのオンライン版雑誌に登場している。
2016年には、アメリカのポップ・シュールレアリスト・アーティスト、マイケル・ハサーの絵画の被写体としてポーズをとった。

## デザイナー
東京を旅行中に、彼女はフェティッシュなアクセサリーのデザインを始めようと思った。彼女はデザインに、日本古来の芸術である「緊縛」（縛り）を取り入れた。彼女はデザインしたアクセサリーを"Teale Coco"というブランド名でオンライン販売を始めた。
ココはInstagramへの投稿からデザイナーとしてのキャリアをスタートさせた。2015年に『I-D』誌で「ソーシャルメディア・スター」と評された。2013年、自身の名を冠したファッションレーベル"Teale Coco"をオープンし、フェティッシュな雰囲気の服やアクセサリーのコレクションを販売した。
ココは、デザインに関する正式な教育を受けておらず、自分の個人的な趣味からインスピレーションを得てデザインをしていた。その後すぐにプロの裁縫師と契約し、彼女のデザインを製造するための協力を受けた。ココは、「性別、年齢、サイズに制限があってはならない」という「ボディ・ポジティブ・ムーブメント」に参加しており、彼女のデザインは、全てのサイズがそろっており、また、カスタマイズが可能になっている。
ココのデザインは、翌年の2016年6月にVogue.comで紹介された。2017年4月、『ヴォーグ』ドイツ版は、"Hard and tender: How young designers bring "fetish" into the mainstream"という特集記事を掲載した。
2017年、ココは会社名を"Teale Coco The Brand"から"Teale Coco The Label"に変更した。